# (31193) 1997 YP16
(31193) 1997 YP16 est un astéroïde de la ceinture principale d'astéroïdes découvert en 1997.

## Description
(31193) 1997 YP16 a été découvert le 31 décembre 1997 à l'observatoire de Nachikatsuura au Japon, par Yoshisada Shimizu et Takeshi Urata.

### Caractéristiques orbitales
L'orbite de cet astéroïde est caractérisée par un demi-grand axe de 2,62 ua, un périhélie de 2,26 ua, une excentricité de 0,14 et une inclinaison de 5,12° par rapport à l'écliptique. Du fait de ces caractéristiques, à savoir un demi-grand axe compris entre 2 et 3,2 ua et un périhélie supérieur à 1,666 ua, il est classé, selon la JPL Small-Body Database, comme objet de la ceinture principale d'astéroïdes.

### Caractéristiques physiques
(31193) 1997 YP16 a une magnitude absolue (H) de 14,5 et un albédo estimé à 0,620.